# Denis Zanko
Denis Zanko (Vannes, 13 april 1964) is een voormalig Frans voetballer, die speelde als middenvelder voor onder meer Stade Lavallois en USL Dunkerque. Na zijn actieve loopbaan stapte hij het trainersvak in. Zanko trad op 25 februari 2014 aan als hoofdcoach van Stade Lavallois, waar hij Philippe Hinschberger opvolgde.